# ハーレー斉藤
ハーレー斉藤（ - さいとう、本名：斉藤 さより（さいとう さより）、1967年12月21日 - 2016年12月15日）は、日本の元女子プロレスラー。静岡県焼津市出身。身長166cm、体重67kg。LLPW-Xに所属していた。実妹である斉藤恵美も元ジャパン女子プロレス所属のプロレスラーであった。

## 所属
- ジャパン女子プロレス（1986年 - 1992年）
- LLPW→LLPW-X（1992年 - ）

## 経歴・戦歴
ジャパン女子プロレスに入団後、1986年8月17日後楽園ホールにてデビュー戦。vsモンスター・リッパー、オーケー・カルホーン（パートナーはナンシー久美）。
デビュー時のリングネームは、ジャパン女子プロレスが旗揚げした時に地球に接近した、ハレー彗星にちなんで『ハレー斉藤』であったが、その後、ダイナマイト・関西との抗争を機に、オートバイメーカーのハーレーダビッドソンのような、迫力あるレスラーを目指すため『ハーレー斉藤』と改名する。
1992年のLLPW旗揚げに参加。時折、覆面レスラー『天界二十八部衆カルラ』として試合を行っていた。
2010年に立野記代引退試合出場後、子宮筋腫と診断され長期欠場。手術後はプロレスを続けるのが不可能と医師から通告されたため、そのまま引退を余儀なくされ、2012年12月29日のLLPW-X赤坂BLITZ大会で引退試合を行う。
引退試合はジャパン女子プロレスOGによる6人タッグと発表され、同期の神取忍&尾崎魔弓と組み、後輩である遠藤美月&GAMI&コマンド・ボリショイ組と対戦。フライングニールキックからのフィッシャーマン・バスターでGAMIからフォールを奪い有終の美を飾った。セレモニーでは先に引退していた同期のイーグル沢井や復帰を目指していたダイナマイト・関西らが花束を持って駆けつけた。
引退後は親友の立野と現役時代から続けていた飲食店経営に専念する。
2016年に入り食道がんを患い闘病を続けてきたが、同年12月15日死去。48歳没。

## 得意技
フィッシャーマンズ・バスター
最も多用するフィニッシュ・ホールド。
延髄斬り
タイガー・スープレックス
ラウンディング・ニールキック
高速ブレーンバスター

## タイトル歴
- 太平洋岸タッグ王座
- UWAインターナショナル女子王座

## 入場テーマ曲
- 初代 : 流星
- 2代目 : CHA-LA HEAD-CHA-LA